# Noord-Brabant op het Regio Songfestival
Noord-Brabant, op het festival vermeld als Brabant, is een Nederlandse provincie en kan hierdoor deelnemen aan het Regio Songfestival.
De provincie neemt al deel aan het festival sinds de start ervan in 2023 en heeft sindsdien aan alle edities deelgenomen. De Brabantse inzending wordt ieder jaar intern geselecteerd.

## Geschiedenis
In 2023 werd het eerste Regio Songfestival georganiseerd in Utrecht. De eerste deelnemer voor Noord-Brabant werden Sam & Merijn Knoop, met het liedje Proost op het leven. Het lied van de broers wist de jury op de omroep het meest te bekoren. In Utrecht nam Noord-Brabant een goede start en stond het eerste nadat alle jurypunten verdeeld waren, ondanks dat geen enkele regio zijn maximum punten aan Noord-Brabant gaf. Bij de televoters eindigden de broers vijfde, waardoor de inzending op een tweede plaats eindigde op vijf punten van een overwinning.
In 2024 werd het Regio Songfestival in Limburg georganiseerd. Geïnteresseerden konden zich aanmelden waarna een jury zou bepalen welke inzending naar Maastricht zou gaan. Dominique de Bont werd geselecteerd en vertegenwoordigde zodoende Noord-Brabant tijdens de tweede editie. de Bont trad als zesde op met haar lied Wie we waren. Opnieuw deed Noord-Brabant het goed: met een tweede plaats bij de jury's en een vierde plaats bij de televoters eindigde de provincie op een derde plaats.

## Brabantse deelnames
| Jaar | Artiest            | Lied                | Plaats | Punten | Taal       |
| ---- | ------------------ | ------------------- | ------ | ------ | ---------- |
| 2023 | Sam & Merijn Knoop | Proost op het leven | 2      | 172    | Nederlands |
| 2024 | Dominique de Bont  | Wie we waren        | 3      | 169    | Nederlands |
| 2025 |                    |                     |        |        |            |

| Kleur | Betekenis      |
| ----- | -------------- |
|       | Eerste plaats  |
|       | Tweede plaats  |
|       | Derde plaats   |
|       | Laatste plaats |
|       | Gastprovincie  |

## Twaalf punten
(Een vetgedrukte editie betekent dat die regio die editie won.)
| Aantal | Land       | Edities |
| ------ | ---------- | ------- |
| 1      | Gelderland | 2024    |
| 1      | Limburg    | 2023    |

| Aantal | Land          | Edities |
| ------ | ------------- | ------- |
| 1      | Noord-Holland | 2024    |

Drenthe · Flevoland · Friesland · Gelderland · Groningen · Limburg · Noord-Brabant · Noord-Holland · Overijssel · Rijnmond · Utrecht · West · Zeeland